# The International Chess Magazine

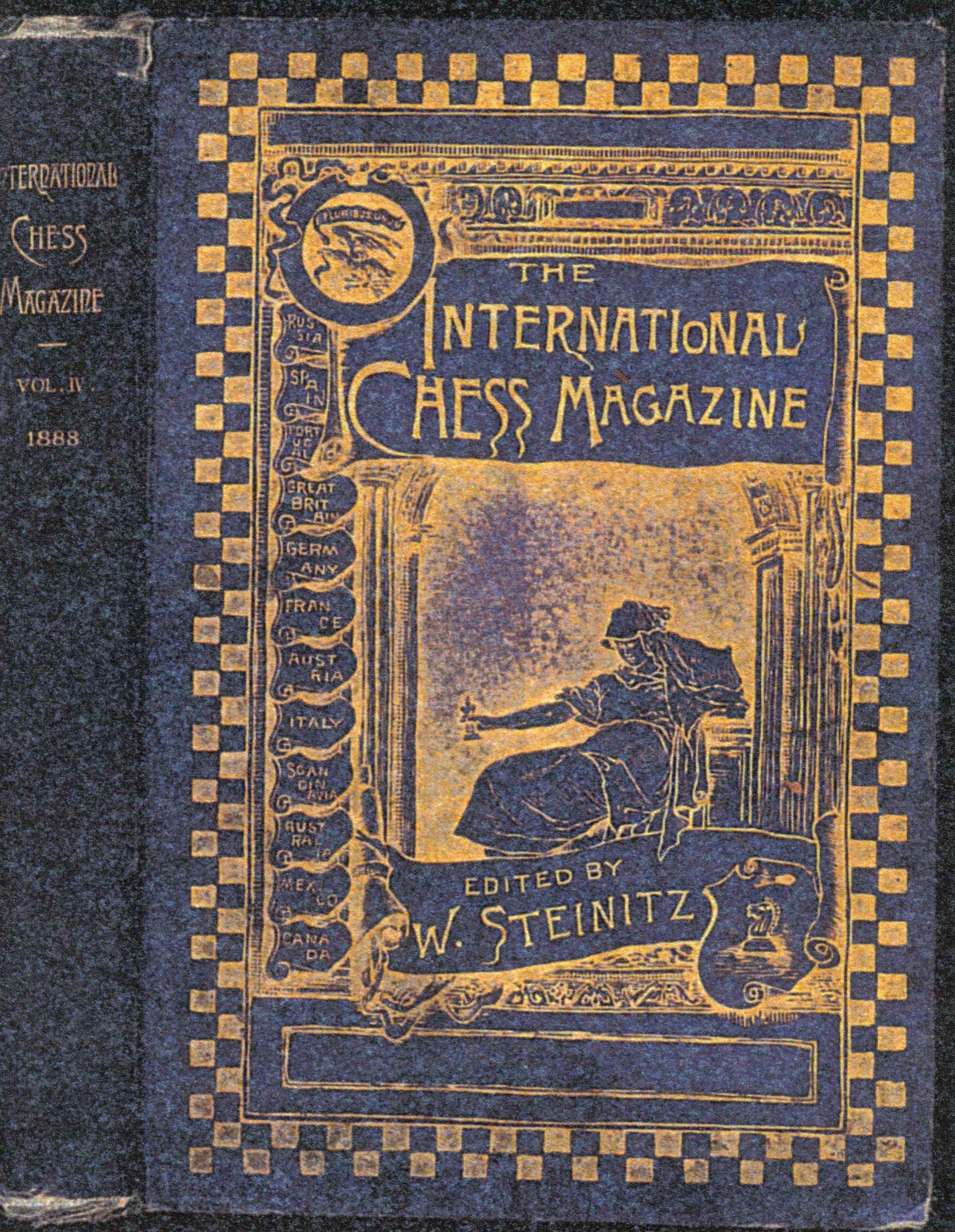
International Chess Magazine, Vol IV, 1888

The International Chess Magazine (ICM) était un magazine d'échecs créé en 1885 par le champion du monde d'échecs Wilhelm Steinitz. Basé aux États-Unis, le magazine a été publié jusqu'en 1891,. 